# Liste der Kulturdenkmäler in Seelen
In der Liste der Kulturdenkmäler in Seelen sind alle Kulturdenkmäler der rheinland-pfälzischen Ortsgemeinde Seelen aufgeführt. Grundlage ist die Denkmalliste des Landes Rheinland-Pfalz (Stand: 27. November 2018).

## Einzeldenkmäler
| Bezeichnung | Lage                    | Baujahr   | Beschreibung | Bild            |
| ----------- | ----------------------- | --------- | --- | --------------- |
| Schulhaus   | Buchenbergstraße 1 Lage | 1899/1900 | ehemaliges Schulhaus, heute protestantischer Betsaal; eingeschossiger Sandsteinquaderbau mit Walmdach, Fachwerk-Nebengebäude mit Krüppelwalmdach, 1899/1900, Architekt Georg Kleinhans, Kusel | Fotos hochladen |